# 石埗村

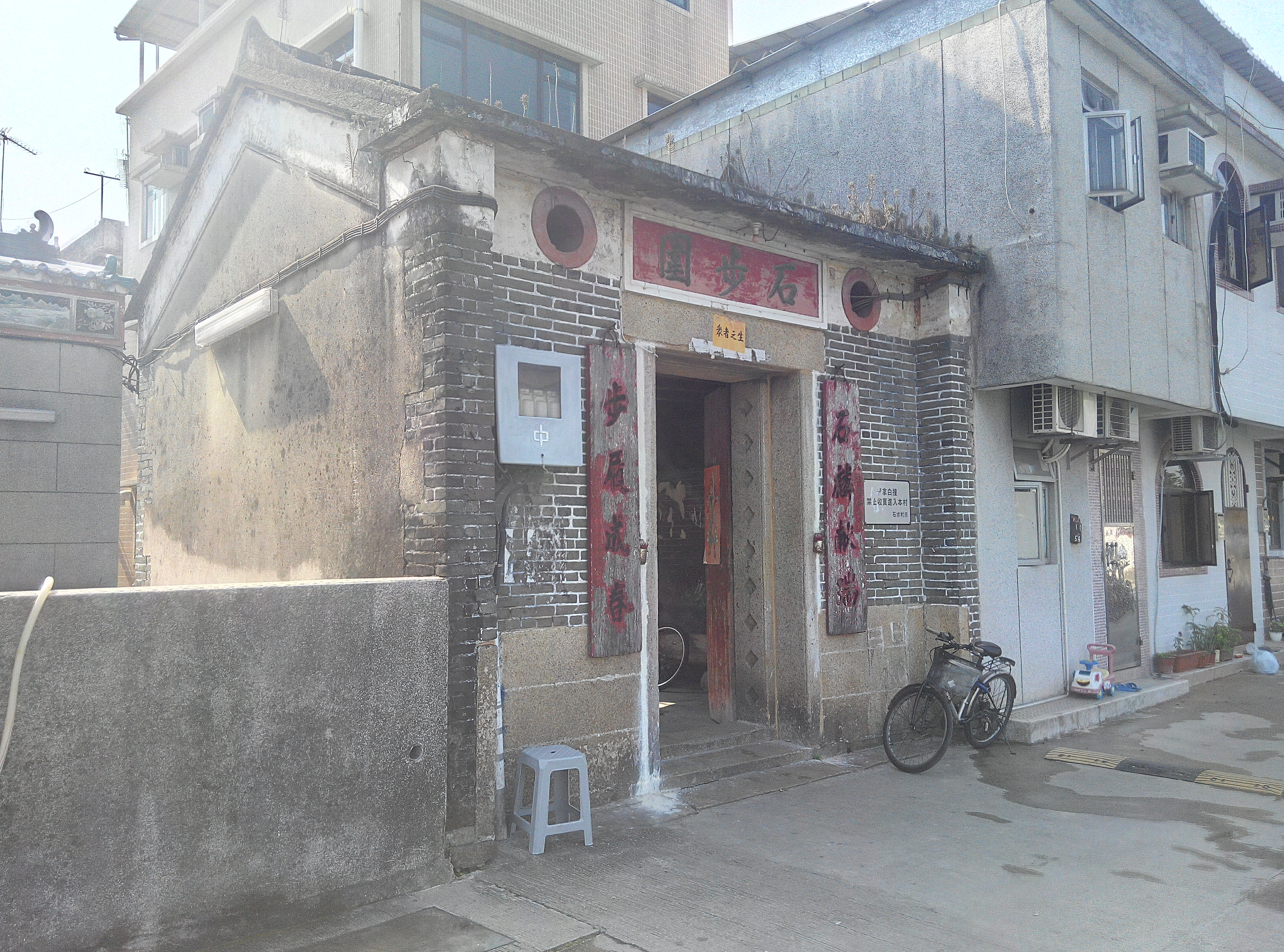
石埗村圍門

22°26′27″N 113°59′46″E / 22.440731°N 113.996217°E
石埗村（英語：Shek Po Tsuen，舊稱「石步圍」）是香港一條位於元朗區屏山的圍村。

## 行政劃分
石埗村是屏山鄉鄉事委員會中37個鄉村代表之一。在選舉劃分上，該村被劃為屏山中選區。

## 特色
村內的圍門於1531年由林氏族人建成，主要用作防衛，尤其以日佔時期為甚。該建築於2010年2月獲確認為三級歷史建築。

## 外部連結
- 居民代表選舉石埗村（屏山）的劃定現有鄉村範圍（2019至2022年） （页面存档备份，存于）
- 石步圍圍門圖片 （页面存档备份，存于）